# زیدان الناصر بن احمد
زیدان الناصر بن احمد (عربی: زيدان أبو معالي؛ نامشخص – سپتامبر ۱۶۲۷) سلطان سعدیان مراکش از سال ۱۶۰۳ تا ۱۶۲۷ بود.
وی و برادرش ابو فارس عبدالله پس از مرگ پدرشان احمد المنصور به جنگ با یکدیگر پرداختند و دو خلافت در دو قسمت مراکش ایجاد کردند. زیدان شهر مراکش را مقر حکومت خود قرار داد. 